# Simonne Mathieu
Simonne Mathieu (pronunciación en francés: /simɔn matjø/, de soltera Passemard; a menudo escrito como "Simone" en muchas fuentes)  (31 de enero de 1908 – 7 de enero de 1980) fue una jugadora de tenis francesa, nacida en Neuilly-sur-Seine, Hauts-de-Seine, activa en la década de 1930.
Durante la Segunda Guerra Mundial, creó y dirigió el Cuerpo de Voluntarias Francesas en las Fuerzas Francesas Libres, la primera unidad femenina en la historia militar de Francia.

## Carrera tenística
Mathieu es recordada por ganar dos títulos importantes en individuales en los Campeonatos de Francia (en 1938 y 1939), y por llegar a la final de ese torneo en seis ocasiones adicionales, en 1929, 1932, 1933, 1935, 1936 y 1937. En esas finales, perdió tres veces ante Hilde Krahwinkel Sperling, dos veces ante Helen Wills Moody y una vez ante Margaret Scriven.
Mathieu ganó 11 campeonatos de dobles de Grand Slam: tres títulos de dobles femeninos en Wimbledon (1933-34, 1937), seis títulos de dobles femeninos en los Campeonatos de Francia (1933-34, 1936-39) y dos títulos de dobles mixtos en los Campeonatos de Francia (1937-38). Completó la rara hazaña de ganar los tres títulos en los Campeonatos de Francia en 1938, al ganar los títulos de individuales, dobles femeninos y dobles mixtos.
Los 13 títulos de Grand Slam de Mathieu son superados solo por los 21 de Suzanne Lenglen entre las mujeres francesas.
Según Arthur Wallis Myers y John Olliff de The Daily Telegraph y el Daily Mail, respectivamente, Mathieu estuvo clasificada entre las 10 mejores del mundo desde 1929 hasta 1939 (no se emitieron clasificaciones de 1940 a 1945), alcanzando un máximo en su carrera de número 3 del mundo en 1932. 
El trofeo de las ganadoras del evento de dobles femeninos en el Abierto de Francia lleva su nombre en honor a ella, como la Coupe Simonne-Mathieu.

## Segunda Guerra Mundial
Durante la Segunda Guerra Mundial, la capitana Mathieu fue fundadora del Cuerpo Femenino Francés, la rama de voluntarias femeninas de las Fuerzas Francesas Libres, similar al Auxiliary Territorial Service británico. Mathieu fue sucedida en ese cargo por la capitana Hélène Terré. Por su servicio, cada mujer fue nombrada Oficial de la Legión de Honor.

## Honores
Fue incluida en el Salón de la Fama del Tenis Internacional en 2006.
En noviembre de 2017, la Federación Francesa de Tenis (FFT) anunció que, en su honor, la tercera pista de Roland Garros se llamaría Court Simonne-Mathieu.

## Finales de Grand Slam

### Individuales: 8 (2 títulos, 6 subcampeonatos)
| Resultado | Año  | Campeonato              | Superficie | Oponente             | Resultado     |
| --------- | ---- | ----------------------- | ---------- | -------------------- | ------------- |
| Derrota   | 1929 | Torneo de Roland Garros | Arcilla    | Helen Wills          | 3–6, 4–6      |
| Derrota   | 1932 | Torneo de Roland Garros | Arcilla    | Helen Wills          | 5–7, 1–6      |
| Derrota   | 1933 | Torneo de Roland Garros | Arcilla    | Margaret Scriven     | 2–6, 6–4, 4–6 |
| Derrota   | 1935 | Torneo de Roland Garros | Arcilla    | Hilde Krahwinkel     | 2–6, 1–6      |
| Derrota   | 1936 | Torneo de Roland Garros | Arcilla    | Hilde Krahwinkel     | 3–6, 4–6      |
| Derrota   | 1937 | Torneo de Roland Garros | Arcilla    | Hilde Krahwinkel     | 2–6, 4–6      |
| Victoria  | 1938 | Torneo de Roland Garros | Arcilla    | Nelly Landry         | 6–0, 6–3      |
| Victoria  | 1939 | Torneo de Roland Garros | Arcilla    | Jadwiga Jędrzejowska | 6–3, 8–6      |

### Dobles: 13 (9 títulos, 4 subcampeonatos)
| Resultado | Año  | Campeonato              | Superficie | Compañera            | Oponentes                              | Resultado      |
| --------- | ---- | ----------------------- | ---------- | -------------------- | -------------------------------------- | -------------- |
| Derrota   | 1930 | Campeonatos de Francia  | Arcilla    | Simone Barbier       | Elizabeth Ryan Helen Wills             | 3–6, 1–6       |
| Victoria  | 1933 | Campeonatos de Francia  | Arcilla    | Elizabeth Ryan       | Sylvie Jung Henrotin Colette Rosambert | 6–1, 6–3       |
| Victoria  | 1933 | Campeonato de Wimbledon | Césped     | Elizabeth Ryan       | Freda James Billie Yorke               | 6–2, 9–11, 6–4 |
| Victoria  | 1934 | Torneo de Roland Garros | Arcilla    | Elizabeth Ryan       | Helen Jacobs Sarah Palfrey             | 3–6, 6–4, 6–2  |
| Victoria  | 1934 | Campeonato de Wimbledon | Césped     | Elizabeth Ryan       | Dorothy Andrus Sylvie Jung Henrotin    | 6–3, 6–3       |
| Derrota   | 1935 | Campeonato de Wimbledon | Césped     | Hilde Krahwinkel     | Freda James Kay Stammers               | 1–6, 4–6       |
| Victoria  | 1936 | Torneo de Roland Garros | Arcilla    | Billie Yorke         | Jadwiga Jędrzejowska Susan Noel        | 2–6, 6–4, 6–4  |
| Victoria  | 1937 | Torneo de Roland Garros | Arcilla    | Billie Yorke         | Dorothy Andrus Sylvie Jung Henrotin    | 3–6, 6–2, 6–2  |
| Victoria  | 1937 | Campeonato de Wimbledon | Césped     | Billie Yorke         | Phyllis King Elsie Goldsack            | 6–3, 6–3       |
| Victoria  | 1938 | Torneo de Roland Garros | Arcilla    | Billie Yorke         | Nelly Adamson Arlette Halff            | 6–3, 6–3       |
| Derrota   | 1938 | Campeonato de Wimbledon | Césped     | Billie Yorke         | Sarah Palfrey Alice Marble             | 2–6, 3–6       |
| Derrota   | 1938 | Campeonatos de EE. UU.  | Césped     | Jadwiga Jędrzejowska | Sarah Palfrey Alice Marble             | 8–6, 4–6, 3–6  |
| Victoria  | 1939 | Torneo de Roland Garros | Arcilla    | Jadwiga Jędrzejowska | Alice Florian Hella Kovac              | 7–5, 7–5       |

### Dobles mixtos: 4 (2 títulos, 2 subcampeonatos)
| Resultado | Año  | Campeonato              | Superficie | Compañero         | Oponentes                             | Resultado     |
| --------- | ---- | ----------------------- | ---------- | ----------------- | ------------------------------------- | ------------- |
| Victoria  | 1937 | Torneo de Roland Garros | Arcilla    | Yvon Petra        | Marie-Luise Horn Roland Journu        | 7–5, 7–5      |
| Derrota   | 1937 | Campeonato de Wimbledon | Césped     | Yvon Petra        | Alice Marble Don Budge                | 1–6, 4–6      |
| Victoria  | 1938 | Torneo de Roland Garros | Arcilla    | Dragutin Mitić    | Nancye Wynne Bolton Christian Boussus | 2–6, 6–3, 6–4 |
| Derrota   | 1939 | Torneo de Roland Garros | Arcilla    | Franjo Kukuljević | Sarah Palfrey Elwood Cooke            | 6–4, 1–6, 5–7 |

## Cronología de torneos de Grand Slam en individuales
| G | F | SF | CF | #R | RR | Q# | DNQ | A | NH |

(G) ganador; (F) finalista; (SF) semifinalista; (CF) cuartofinalista; (#R) rondas 4, 3, 2, 1; (RR) round-robin; (Q#) ronda de clasificación; (NC) no calificó; (A) ausente; (NS) no sostenido; (PA) porcentaje de acertamiento (eventos ganados / competido); (V–D) récord de victorias y derrotas.
| Torneo                        | 1925  | 1926  | 1927  | 1928  | 1929  | 1930  | 1931  | 1932  | 1933  | 1934  | 1935  | 1936  | 1937  | 1938  | 1939  | 1940  | 1941 – 1944 | 1945  | 19461 | SR de carrera |
| ----------------------------- | ----- | ----- | ----- | ----- | ----- | ----- | ----- | ----- | ----- | ----- | ----- | ----- | ----- | ----- | ----- | ----- | ----------- | ----- | ----- | ------------- |
| Abierto de Australia          | A     | A     | A     | A     | A     | A     | A     | A     | A     | A     | A     | A     | A     | A     | A     | A     | NH          | NH    | A     | 0 / 0         |
| Campeonatos Franceses         | CF    | CF    | 3R    | A     | F     | CF    | CF    | F     | F     | SF    | F     | F     | F     | G     | G     | NH    | R           | A     | A     | 2 / 14        |
| Wimbledon                     | A     | 1R    | 2R    | A     | 3R    | SF    | SF    | SF    | CF    | SF    | CF    | SF    | SF    | CF    | CF    | NH    | NH          | NH    | 1R    | 0 / 14        |
| Campeonatos de Estados Unidos | A     | A     | A     | A     | A     | A     | A     | A     | A     | A     | A     | A     | A     | CF    | 1R    | A     | A           | A     | A     | 0 / 2         |
| SR                            | 0 / 1 | 0 / 2 | 0 / 2 | 0 / 0 | 0 / 2 | 0 / 2 | 0 / 2 | 0 / 2 | 0 / 2 | 0 / 2 | 0 / 2 | 0 / 2 | 1 / 3 | 1 / 3 | 0 / 0 | 0 / 0 | 0 / 0       | 0 / 1 | 0 / 1 | 2 / 30        |

R = torneo restringido a ciudadanos franceses y celebrado bajo ocupación alemana.
1En 1946, el Campeonato de Francia se celebró después de Wimbledon.